# Любовища (община Драгаш)
Любовища или Любовище (също Любоища, Любоща, на албански: Lubovishtë; на сръбски: Љубовиште или Ljubovište) е село, разположено в областта Гора, в община Драгаш (Шар), Косово.

## География
Любовища е разположено на няколкостотин метра югозападно от градчето Драгаш (Шар) и е фактически слято с него.

## История
Васил Кънчов отбелязва през 1900 година Любоща сред селата в Гора, населени от българи мохамедани, наричани торбеши. Броят на къщите е 60.
След Междусъюзническата война селото попада в Сърбия. Според Стефан Младенов в 1916 година Любовѝща е българско село със 70 къщи.
На етническата си карта на Северозападна Македония в 1929 година Афанасий Селишчев отбелязва Любовище като българско село.
Преброяването през 2011 година регистрира в селото 433 горани, 306 албанци, 29 бошняци, 1 сърбин и 4 недекларирали се жители. Като майчин 337 жители са декларирали „друг език“, 105 – сръбски, 23 – бошняшки, 306 – албански, а двама души не са го декларирали. В религиозно отношение 635 жители са регистрирани като изповядващи исляма, 1 - като православен християнин, 136 - „друга религия“, 1 - недеклариран.